# Parti social-chrétien (Équateur)
Pour les articles homonymes, voir Parti social-chrétien.
Le Parti social-chrétien (en espagnol : Partido Social Cristiano, abrégé en PSC) est un parti politique équatorien conservateur, membre de l'Union des partis latino-américains.

## Histoire
Le Mouvement social-chrétien est fondé en 1951 par Camilo Ponce Enríquez (qui est président de la République de 1956 à 1960) et Sixto Durán Ballén, avant de prendre son nom actuel en 1967.
Son chef, León Febres-Cordero, est président de la République entre 1984 et 1988.
Dans les années 2000, le parti est jugé fortement discrédité auprès de la population équatorienne par ses propres dirigeants. Dans une conversation avec l'ambassadeur américain révélée par Wikileaks, Cynthia Viteri estime que le PSC est « si discrédité que faire ouvertement campagne pour le non [au référendum de 2008] serait un cadeau de Noël pour Correa.»
Entre 2007 et 2017, il s'oppose à la politique du président Rafael Correa.
Le PSC présente Cynthia Viteri comme candidate à l'élection présidentielle de 2017 où elle se place en troisième position avec 16,32 % des voix. Pour l'élection de 2021, le parti forme une alliance avec le Mouvement CREO et son candidat Guillermo Lasso. Leur alliance se rompt cependant au bout de quelques mois, et le PSC se range dans l'opposition au gouvernement Lasso.

## Présidents du PSC
- Marcelo Santos (1968-1970)
- Luis Ponce Palacios (1978)
- Marco Lara Guzmán  (1978 - 1979)
- Jorge Haz Villagómez (1979 - 1980)
- Camilo Ponce Gangotena (1980 - 1988)
- Eduardo Carmigniani (1982 - 1984)
- Camilo Ponce Gangotena (1984 - 1988)
- Marco Lara Guzmán (1988 - 1990)
- Jaime Nebot (1990 - 1991)
- Camilo Ponce Gangotena (1991 - 1992)
- Eduardo Paz Domínguez (1993 - 1994)
- Nicolás Lapentti Carrión
- Jaime Nebot (1994 - 1998)
- Eduardo Villaquirán
- César Acosta
- Pascual del Cioppo (depuis 1998)

## Résultats électoraux

### Élections législatives
| Année | Voix       | %     | Sièges   | +/- |
| ----- | ---------- | ----- | -------- | --- |
| 2006  | 465 251    | 13,0  | 13 / 100 |     |
| 2009  | 8 559 831  | 13,3  | 11 / 124 | 6   |
| 2013  | 7 901 315  | 8,99  | 6 / 137  | 5   |
| 2017  | 21 317 079 | 15,85 | 15 / 137 | 9   |
| 2021  | 780 499    | 9,73  | 18 / 137 | 3   |